# Stretton en le Field
Stretton en le Field – wieś w Anglii, w hrabstwie Leicestershire, w dystrykcie North West Leicestershire. Leży 29 km na zachód od miasta Leicester i 165 km na północny zachód od Londynu. Miejscowość liczy 36 mieszkańców.